# Discografia de t.A.T.u.
A Discografia de t.A.T.u. inclui três álbuns em russo e três álbuns em inglês. A dupla vendeu mais de 20 milhões de discos ao redor do mundo, sendo a banda de maior sucesso da Rússia.
Ao longo de uma década, o duo lançou cerca de 20 singles, geralmente com versões em russo e em inglês. Em 2006, a saiu a coletânea oficial The Best, com os principais singles lançados no período de 4 anos. Em 2008, um novo álbum em russo Vesyolye Ulybki foi publicado, seguido pela versão em inglês Wante Management, que teve uma versão dupla de remixes lançada em 2011. Desde então, um novo álbum de inéditas da dupla é esperado.
Em 2014, o single "Love In Every Moment" foi lançado oficialmente com os nomes Lena Katina e Yulia Volkova na capa, em vez do nome da banda, por motivos contratuais. Em 2021, Katina anunciou que elas se reuniriam em 2022 e pediu aos fãs sugestões de DJs com os quais elas deveriam se apresentar.

## Álbuns

### Álbuns em russo
| Titulo                               | Detalhes                         | Posições nas paradas | Posições nas paradas | Certificações                                   |
| Titulo                               | Detalhes                         | RUS                  | POL                  | Certificações                                   |
| ------------------------------------ | -------------------------------- | -------------------- | -------------------- | ----------------------------------------------- |
| 200 Po Vstrechnoy (200 по встречной) | - Formatos: CD, cassette         | 6                    | 9                    | - IFPI: Platina - NFPF: Platina - ZPAV: Platina |
| Lyudi Invalidy (Люди инвалиды)       | - Formatos: CD, download digital | 3                    | 1                    | - IFPI: Ouro - NFPF: Ouro - ZPAV: Platina       |
| Vesyolye Ulybki (Весёлые улыбки)     | - Formatos: CD, download digital | 7                    | 12                   | - NFPF: Ouro - ZPAV: Ouro                       |

### Álbuns em inglês
| 200 km/h in the Wrong Lane                                                | - Formatos: CD, cassette         | 19 | 1  | 8  | 12 | 32 | 14 | 5  | 12  | 13  | - IFPI: Platina - RIAA: Ouro - CRIA: Ouro - BPI: Ouro - SNEP: Ouro - VOM: Platina - PME: Ouro - ABPD: Ouro - AGPP: Ouro - SFPI: Ouro |
| Dangerous and Moving                                                      | - Formatos: CD, Download digital | 32 | 13 | 23 | 25 | 39 | 37 | 26 | 78  | 131 | - IFPI: Ouro - CRIA: Ouro - VOM: Ouro - BPI: Prata                                                                                   |
| Waste Management                                                          | - Formatos: CD, Download digital | —  | 32 | —  | —  | —  | —  | —  | 192 | 185 | |
| "—" significa lugares onde não vendeu o suficiente para entrar na parada. |                                  |    |    |    |    |    |    |    |     |     | |

### Álbuns de compilação
| Título                     | Detalhes                                                                                | Certificações |
| -------------------------- | --------------------------------------------------------------------------------------- | ------------- |
| Remixes                    | - Lançamento: 26 de Setembro de 2003 - Selo: Interscope - Formatos: CD, cassette        | - NFPF: Ouro  |
| The Best                   | - Lançamento: 7 de Setembro de 2006 - Selo: Interscope - Formatos: CD, download         | - NFPF: Ouro  |
| Waste Management (Remixes) | - Lançamento: 29 de Março de 2011 - Selo: T.A. Music/Universal - Formatos: CD, download |               |

## Singles

### Singles em inglês
| Título                    | Ano  | Posições nas paradas | Posições nas paradas | Posições nas paradas | Posições nas paradas | Posições nas paradas | Posições nas paradas | Posições nas paradas | Posições nas paradas | Posições nas paradas | Posições nas paradas | Posições nas paradas | Posições nas paradas | Certificações                                         | Álbum                      |
| Título                    | Ano  | AUS                  | AUT                  | BRA                  | FRA                  | ALE                  | IRL                  | HOL                  | SUE                  | SUI                  | UK                   | EUA                  | US Club              | Certificações                                         | Álbum                      |
| ------------------------- | ---- | -------------------- | -------------------- | -------------------- | -------------------- | -------------------- | -------------------- | -------------------- | -------------------- | -------------------- | -------------------- | -------------------- | -------------------- | ----------------------------------------------------- | -------------------------- |
| "All the Things She Said" | 2002 | 1                    | 1                    | 7                    | 2                    | 1                    | 1                    | 2                    | 2                    | 1                    | 1                    | 20                   | 5                    | - ARIA: Platina - BPI: Ouro - SNEP: Ouro - IFPI: Ouro | 200 km/h In the Wrong Lane |
| "Not Gonna Get Us"        | 2003 | 11                   | 5                    | —                    | 18                   | 15                   | 10                   | 11                   | 9                    | 18                   | 7                    | —                    | 1                    | - ARIA: Ouro                                          | 200 km/h In the Wrong Lane |
| "How Soon Is Now?"        | 2003 | 37                   | 37                   | —                    | —                    | 33                   | —                    | 20                   | 10                   | 21                   | —                    | —                    | —                    |                                                       | 200 km/h In the Wrong Lane |
| "All About Us"            | 2005 | 39                   | 3                    | 1                    | 7                    | 7                    | 20                   | 39                   | 6                    | 9                    | 8                    | —                    | 13                   |                                                       | Dangerous and Moving       |
| "Friend or Foe"           | 2005 | —                    | —                    | —                    | —                    | —                    | 34                   | 89                   | —                    | 75                   | 48                   | —                    | —                    |                                                       | Dangerous and Moving       |
| "Gomenasai"               | 2006 | —                    | 47                   | —                    | —                    | 30                   | —                    | —                    | —                    | —                    | —                    | —                    | —                    |                                                       | Dangerous and Moving       |
| "Loves Me Not"            | 2006 | —                    | —                    | —                    | —                    | —                    | —                    | —                    | —                    | —                    | —                    | —                    | —                    |                                                       | The Best                   |
| "You and I"               | 2008 | —                    | —                    | —                    | —                    | —                    | —                    | —                    | —                    | —                    | 95                   | —                    | —                    |                                                       | Waste Management           |
| "Snowfalls"               | 2009 | —                    | —                    | 54                   | —                    | —                    | —                    | —                    | —                    | —                    | —                    | —                    | —                    |                                                       | Waste Management           |
| "White Robe"              | 2009 | —                    | —                    | —                    | —                    | —                    | —                    | —                    | —                    | —                    | —                    | —                    | —                    |                                                       | Waste Management           |
| "Sparks"                  | 2010 | —                    | —                    | —                    | —                    | —                    | —                    | —                    | —                    | —                    | —                    | —                    | —                    | Nenhuma                                               | Waste Management           |

### Singles em russo
| Título                       | Ano  | Álbum             |
| ---------------------------- | ---- | ----------------- |
| "Ya Soshla S Uma"            | 2000 | 200 Po Vstrechnoy |
| "Nas Ne Dogonyat"            | 2001 | 200 Po Vstrechnoy |
| "30 Minut"                   | 2001 | 200 Po Vstrechnoy |
| "Prostye Dvizheniya"         | 2002 | t.A.T.u. Remixes  |
| "Ne Ver', Ne Boysia"         | 2003 | t.A.T.u. Remixes  |
| "Lyudi Invalidy"             | 2005 | Lyudi Invalidy    |
| "Novaya Model"               | 2006 | Lyudi Invalidy    |
| "Obez'yanka Nol"             | 2006 | Lyudi Invalidy    |
| "Beliy Plaschik"             | 2007 | Vesyolye Ulybki   |
| "220"                        | 2008 | Vesyolye Ulybki   |
| "Snegopady"                  | 2009 | Vesyolye Ulybki   |
| "Lyubov v Kazhdom Mgnoverii" | 2014 | Single            |

Outras Músicas
- 1999: "Yugoslaviya" - cantado por Lena, não incluso no CD debut
- 2004: "Belochka" - cantada por Lena, incluída em "Podnebesnaya No. 1"
- 2004: "Poeziya" - colaboração com "Polyusa", incluso em "Ponebesnaya No. 1"
- 2004: "Zashchishchatʹsya ochkami" (YA budu)- disco com 19 músicas
- 2005: "V kosmose skvoznyaki" - versão russa para "Cosmos (Outer Space)"
- 2006: "Vsë normalʹno" (YA zdesʹ)